# Pantserkrokodil
De pantserkrokodil (Mecistops cataphractus) is een krokodilachtige uit de familie echte krokodillen (Crocodylidae) en de onderfamilie Crocodylinae.

## Naam en indeling
De wetenschappelijke naam van de soort werd voor het eerst voorgesteld door Georges Cuvier in 1825. Oorspronkelijk werd de wetenschappelijke naam Crocodilus cataphractus gebruikt. Tot 2003 behoorde de soort tot het geslacht Crocodylus, zodat niet alle literatuur de huidige wetenschappelijke naam gebruikt. De soortaanduiding cataphractus is afgeleid van het Oudgriekse κατάφρακτος (kataphraktos) en betekent vrij vertaald 'bepantserd'.

## Uiterlijke kenmerken
De pantserkrokodil is een middelgrote soort, het dier wordt ongeveer drie tot vier meter lang, de meeste exemplaren zijn ongeveer 2,5 m lang. Uitschieters kunnen een totale lichaamslengte tot maximaal 4,2 m bereiken. De Nederlandstalige naam is te danken aan de hoornplaten op de buik, terwijl verreweg de meeste reptielen hier gladde schubben hebben, ook de meeste krokodilachtigen. De lichaamskleur is meestal donkerbruin of -grijs tot zwart.
Het aantal tanden varieert van 64 tot 70, 5 (soms 4) rijen voortanden (premaxillair) en 13 of 14 rijen tanden (maxillair) in de bovenkaak en 15 of 16 rijen kiezen (mandibulair) in de onderkaak. De snuit is aangepast op het voedsel dat voornamelijk uit vis bestaat: deze is zeer dun en lang en lijkt enigszins op die van de gaviaal (Gavialis gangeticus), maar deze laatste heeft nog veel smallere en langere kaken.

## Levenswijze
De vrouwtjes produceren relatief kleine nesten van 13 tot 27 eieren, de eieren en jongen zijn relatief groot in vergelijking met die van andere krokodillen. De vrouwtjes lijken de nesten niet zo fel te verdedigen als andere krokodilachtigen, maar als de jongen uitkomen graven ze wel het nest uit. De nesten worden gemaakt van bladeren en worden aangelegd van maart tot juli. Pasgeboren krokodillen maken een kuiken-achtig piepgeluid, wat door de moeder, die meestal in de buurt blijft, wordt gehoord. Het voedsel bestaat voornamelijk uit vis, maar ook kleine zoogdieren, vogels en schildpadden worden wel buitgemaakt. Juvenielen leven waarschijnlijk van kleine visjes en ongewervelden zoals insecten. Deze soort is sterk aan water gebonden en komt alleen aan land om te zonnen en eieren te leggen. Zoals veel soorten krokodilachtigen leven ze in groepen in meren, rivierarmen en -mondingen, maar alleen in diepere zoete en brakke wateren met weinig vegetatie.

## Verspreiding en habitat
De soort komt voor in delen van Afrika en leeft in de landen Benin, Burkina Faso, Congo-Kinshasa, Kameroen, Ivoorkust, Soedan, Senegal, Gambia, Ghana, Guinee, Guinee-Bissau, Liberia, Mali, Nigeria, Sierra Leone en Togo. De habitat bestaat uit vochtige tropische en subtropische laaglandbossen, vochtige tropische en subtropische moerasbossen, verschillende typen draslanden, vochtige savannen en estuaria. De krokodil kan in brak water worden gevonden. De soort is aangetroffen van zeeniveau tot op een hoogte van ongeveer 600 meter boven zeeniveau.

## Beschermingsstatus
Door de internationale natuurbeschermingsorganisatie IUCN is de beschermingsstatus 'ernstig bedreigd' toegewezen (Critically Endangered of CR). Het aantal in het wild levende exemplaren wordt geschat op 1000 tot 20.000.